# Scottish Premier Division 1985-1986
La Scottish Premier Division 1985-1986 è stata l'89ª edizione della massima serie del campionato scozzese di calcio, disputato tra il 10 agosto 1985 e il 3 maggio 1986 e concluso con la vittoria del Celtic, al suo trentaquattresimo titolo.
Capocannoniere del torneo è stato Ally McCoist (Rangers) con 24 reti.

## Stagione

### Novità
In vista del futuro allargamento a 12 squadre partecipanti, quest'anno furono abolite le retrocessioni.

### Formula
Le 10 squadre si affrontarono in match di andata-ritorno-andata-ritorno, per un totale di 36 giornate.

### Avventimenti
Il Celtic vinse uno dei campionati più combattuti della storia calcistica scozzese. All'ultima giornata, gli Hearts erano in vantaggio sul Celtic di due punti: un pareggio contro il Dundee sarebbe stato sufficiente per conquistare il loro primo titolo dalla stagione 1959–60. Al Dens Park invece gli Hearts persero 2-0 grazie a due gol nel finale del subentrato Albert Kidd, mentre il Celtic batté il St. Mirren 5-0 a Love Street, recuperando i due punti di svantaggio e maturando una miglior differenza rispetto alla squadra di Edimburgo.

## Classifica finale
Fonte:
|       | Pos. | Squadra    | Pt | G  | V  | N  | P  | GF | GS | DR  |
| ----- | ---- | ---------- | -- | -- | -- | -- | -- | -- | -- | --- |
|       | 1.   | Celtic     | 50 | 36 | 20 | 10 | 6  | 67 | 38 | +29 |
|       | 2.   | Hearts     | 50 | 36 | 20 | 10 | 6  | 59 | 33 | +26 |
|       | 3.   | Dundee Utd | 47 | 36 | 18 | 11 | 7  | 59 | 31 | +28 |
| [ 4 ] | 4.   | Aberdeen   | 44 | 36 | 16 | 12 | 8  | 62 | 31 | +31 |
|       | 5.   | Rangers    | 35 | 36 | 13 | 9  | 14 | 53 | 45 | +8  |
|       | 6.   | Dundee     | 35 | 36 | 14 | 7  | 15 | 45 | 51 | -6  |
|       | 7.   | St. Mirren | 31 | 36 | 13 | 5  | 18 | 42 | 63 | -21 |
|       | 8.   | Hibernian  | 28 | 36 | 11 | 6  | 19 | 49 | 63 | -14 |
|       | 9.   | Motherwell | 20 | 36 | 7  | 6  | 23 | 33 | 66 | -33 |
|       | 10.  | Clydebank  | 20 | 36 | 6  | 8  | 22 | 29 | 77 | -48 |

Legenda:
      Campione di Scozia e qualificata in Coppa dei Campioni 1986-1987.
      Qualificata alla Coppa delle Coppe 1986-1987.
      Qualificata alla Coppa UEFA 1986-1987.
Regolamento:
Due punti a vittoria, uno a pareggio, zero a sconfitta.
A parità di punti, le posizioni in classifica venivano determinate sulla base della differenza reti.

## Statistiche

### Squadra

#### Capoliste solitarie
|    | ——      | ——      | ——      | ——      | ——      | ——      | ——     | ——     | ——  | ——  | ——  | ——       | ——       | ——       | ——       | ——       | ——  | ——  | ——  | ——  | ——  | ——  | ——  | ——  | ——  | ——  | ——  | ——  | ——     | ——     | ——     | ——     | ——     | ——     | ——  | —— |  |
|    | Rangers | Rangers | Rangers | Rangers | Rangers | Rangers | Celtic | Celtic |     |     | Cel | Aberdeen | Aberdeen | Aberdeen | Aberdeen | Aberdeen | DuU |     | DuU |     | Cel |     |     |     |     |     |     |     | Hearts | Hearts | Hearts | Hearts | Hearts | Hearts |     |    |  |
|    |         |         |         |         |         |         |        |        |     |     |     |          |          |          |          |          |     |     |     |     |     |     |     |     |     |     |     |     |        |        |        |        |        |        |     |    |  |
|    |         |         |         |         |         |         |        |        |     |     |     |          |          |          |          |          |     |     |     |     |     |     |     |     |     |     |     |     |        |        |        |        |        |        |     |    |  |
| 1ª | 2ª      | 3ª      | 4ª      | 5ª      | 6ª      | 7ª      | 8ª     | 9ª     | 10ª | 11ª | 12ª | 13ª      | 14ª      | 15ª      | 16ª      | 17ª      | 18ª | 19ª | 20ª | 21ª | 22ª | 23ª | 24ª | 25ª | 26ª | 27ª | 28ª | 29ª | 30ª    | 31ª    | 32ª    | 33ª    | 34ª    | 35ª    | 36ª |    |  |

### Individuali

#### Classifica marcatori
| Gol |  |  | Giocatore      | Squadra |
| --- |  |  | -------------- | ------- |
| 24  |  |  | Ally McCoist   | Rangers |
| 22  |  |  | Brian McClair  | Celtic  |
| 20  |  |  | John Robertson | Hearts  |